# Kyle Mooney
Kyle James Kozub Mooney, född 4 september 1984 i San Diego i Kalifornien, är en amerikansk skådespelare och komiker.
Kyle Mooney har studerat film vid University of Southern California. Sedan 2007 har han uppträtt regelbundet på Upright Citizens Brigade. År 2007 grundade Mooney humorgruppen Good Neighbour tillsammans med Beck Bennett, Nick Rutherford och Dave McCary. 2013 medverkade han i HBO-serien Hello Ladies och 2014 i den uppföljande TV-filmen Hello Ladies: The Movie. Mellan 2013 och 2022 var han en del av skådespelarensemblen i humorprogrammet Saturday Night Live.

## Filmografi i urval
- 2013 – Hello Ladies (TV-serie)
- 2013–2022 – Saturday Night Live (TV-serie)
- 2014 – Hello Ladies: The Movie
- 2016 – Zoolander 2